# آئین لهجر
آئین لهجر (به فرانسوی: Ain Lehjer) یک منطقهٔ مسکونی در مراکش است که در Oriental (Moroccan region) واقع شده‌است. در زمان سرشماری سال ۲۰۰۴، جمعیت این کمون ۹۲۱۰ نفر در ۱۴۴۳ خانوار بود.

## خصوصیات
آئین لهجر ۹٬۲۱۰ نفر جمعیت دارد.